# Kurt Georg Kiesinger
Kurt Georg Kiesinger (Ebingen, 6 de Abril de 1904 — Tübingen, 9 de Março de 1988) foi um político alemão que serviu como chanceler da Alemanha Ocidental de 1 de dezembro de 1966 a 21 de outubro de 1969. Antes de se tornar chanceler, atuou como ministro-presidente de Baden-Württemberg de 1958 a 1966 e como Presidente do Conselho Federal de 1962 a 1963. Foi Presidente da União Democrata Cristã de 1967 a 1971.

## Vida
Kiesinger obteve seu certificado como advogado em março de 1933 e trabalhou como advogado no tribunal Kammergericht de Berlim de 1935 a 1940. Ele se juntou ao Partido Nazista em 1933, mas permaneceu um membro em grande parte inativo. Para evitar o recrutamento, ele encontrou trabalho no Ministério das Relações Exteriores em 1940 e tornou-se vice-chefe do departamento de radiodifusão do Ministério das Relações Exteriores. Durante seu serviço no Ministério das Relações Exteriores, ele foi denunciado por dois colegas por sua postura antinazista. Em 1946 tornou-se membro da União Democrata Cristã. Foi eleito para o Bundestagem 1949, e foi membro do Bundestag até 1958 e novamente de 1969 a 1980. Ele deixou a política federal por oito anos (de 1958 a 1966) para servir como Ministro Presidente de Baden-Württemberg, e posteriormente tornou-se Chanceler ao formar um grande coligação com o Partido Social Democrata de Willy Brandt.

Kiesinger foi considerado um excelente orador e mediador, e foi apelidado de "King Silver Tongue". Ele foi um autor de poesia e vários livros, e fundou as universidades de Konstanz e Ulm como Ministro Presidente de Baden-Württemberg. Kiesinger também é considerado controverso, principalmente devido à sua afiliação e trabalho com os nazistas. O movimento estudantil em particular, mas também outros setores da população, viam Kiesinger como um político que defendia um alemão inadequado para chegar a um acordo com o passado.

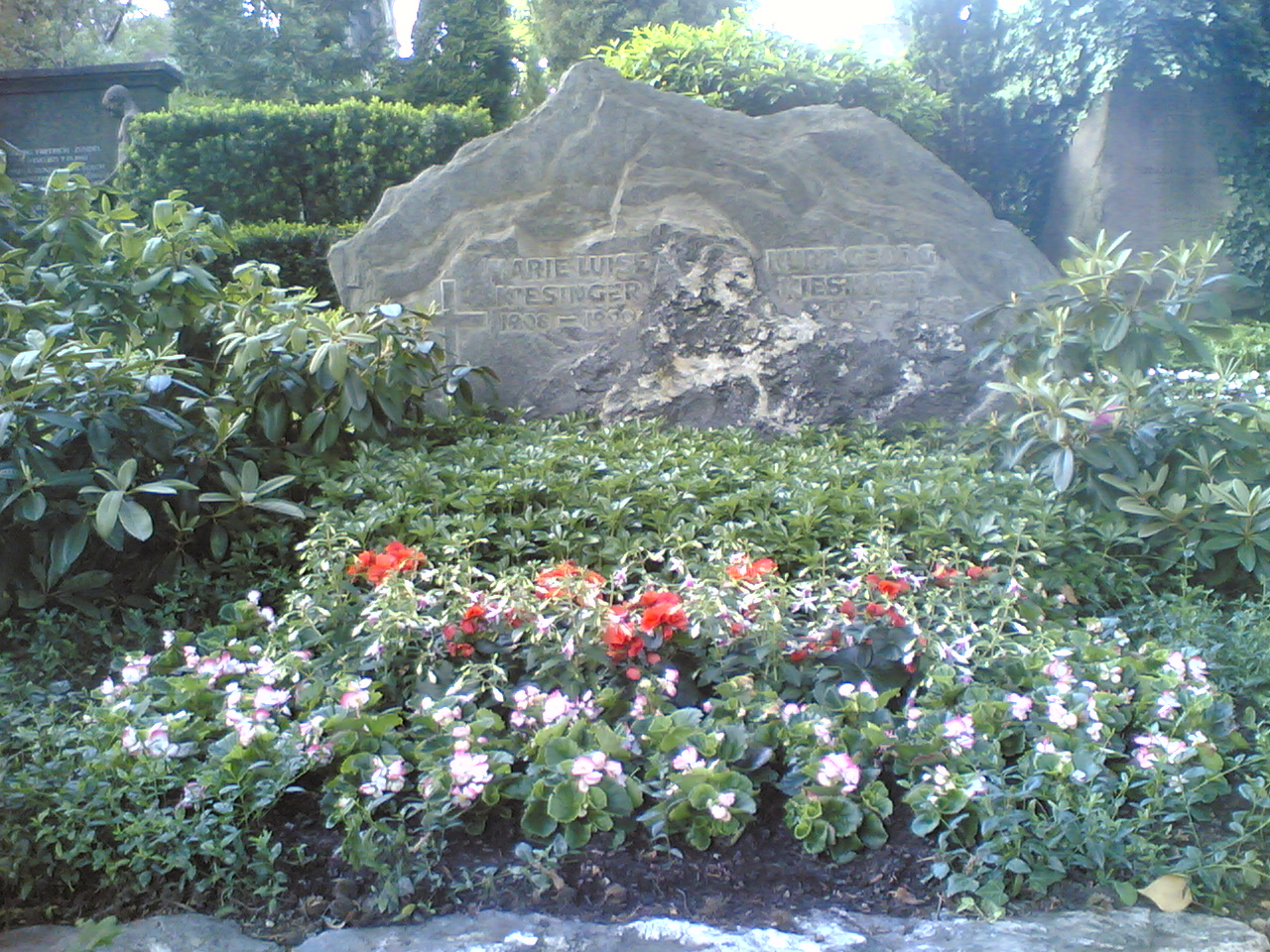
Sepultura da Família Kiesinger no Cemitério Municipal de Tübingen

## Publicações selecionadas
- Schwäbische Kindheit. Tübingen 1964.
- Ideen vom Ganzen. Reden und Betrachtungen. Tübingen 1964.
- Stationen 1949-1969, Wunderlich Verlag, Tübingen 1969.
- Die grosse Koalition: 1966–1969 – Reden u. Erklärungen des Bundeskanzlers. Hrsg. von Dieter Oberndörfer, Deutsche Verlags-Anstalt, Stuttgart 1979, ISBN 3-421-01896-0
- Die Stellung des Parlamentariers in unserer Zeit. Stuttgart 1981.
- Der Kampf im Bundestag um den Südweststaat. In: Max Gögler (Hrsg.): Das Land Württemberg-Hohenzollern 1945-1952. Darstellungen und Erinnerungen, Thorbecke, Sigmaringen 1982, S. 404–424, ISBN 3-7995-4045-8.
- Die geistigen Grundlagen der wirtschaftlichen Entwicklung Württembergs. In: Zeitschrift für württembergische Landesgeschichte, Jg. 45 (1986), S. 285–318.
- Dunkle und helle Jahre: Erinnerungen 1904–1958. DVA, Stuttgart 1989, ISBN 3-421-06492-X.